# 服務
| ウィキペディアには「服務」という見出しの百科事典記事はありません（タイトルに「服務」を含むページの一覧/「服務」で始まるページの一覧）。 代わりにウィクショナリーのページ「服務」が役に立つかもしれません。 |